# Сербський Олімпійський кубок
Сербський Олімпійський кубок (серб. Српски олимпијски куп) — футбольне змагання, організоване Олімпійським комітетом Сербії для найсильніших клубів країни. Переможцем першого в історії сербського футбольного турніру став клуб «Велика Сербія».

## Фінал
| 11 травня 1914 Фінал |

| «Велика Сербія» (Белград)    | 3 — 1 | «Шумадія» (Крагуєвац) |
| ---------------------------- | ----- | --------------------- |
| Алоїз Махек Милета Йованович |       | Милош Трифунович      |

| СК «Соко», Белград |